# Der König in der Kiste
Der König in der Kiste ist ein Theaterstück für Kinder von Paul Maar aus dem Jahr 1970, das 1971 auch als Kinderbuch erschien. 

## Entstehung
Der König in der Kiste war Maars erstes Theaterstück, das er verfasste, weil der Intendant eines Kindertheaters endlich einmal neue Stücke für Kinder aufführen wollte. Maar selbst sagte in einem Interview über die Entstehung des Stücks:

„Der Intendant sagte dann damals, sie hätten nun schon zum dritten Mal »Dornröschen« gespielt, die »Sieben Geißlein« auch schon zwei Mal, die ganzen Grimmschen Märchen hätten sie in den letzten zehn Jahren "durchgenudelt": Ob ich nicht einmal ein neues Märchen schreiben könne?“

Es wurde bereits im ersten Jahr zwanzig Mal inszeniert, danach auch im Ausland gespielt und machte Paul Maar als Autor bekannt. u. a. entstand auch eine Kinderoper zu dem Stück durch Max Märkl (UA 1997 im Stadttheater Görlitz).

## Inhalt
Das Stück handelt von den zwei Königen Hyazinth und Alabaster in dem kleinen Land Hyabasterland. Das Volk hat die Könige sehr gerne und alle sind fröhlich und zufrieden. Nur einer im Land ist immer böse und grantig und bildet sich ein, klüger als die beiden Könige zu sein: Oberhofminister Krätzeklein. Um Zucht und Ordnung in das Land zu bringen, sucht dieser Hilfe bei einer bösen Hexe. Als König Hyazinth auf der Suche nach einer Prinzessin auf Reisen geht, nimmt die Hexe die Gestalt von Hyazinth an, setzt König Alabaster in einen tiefen Schlaf und regiert von nun an das Königreich. Die Leute sind unglücklich, weil sie keine Musik mehr machen dürfen, die Steuern viel zu hoch sind und jeder beim kleinsten Verstoß gegen die von der Hexe geschaffenen Gesetze ins Gefängnis geworfen wird. Als König Hyazinth zurückkehrt, kann er der bösen Hexe nur knapp entkommen. Zunächst scheint es aussichtslos, wieder Frieden und Glück ins kleine Land zurückzubringen – bis der König eine Kiste entdeckt: Diese Kiste gehört einem Puppenspielerensemble und ist ganz besonders: Sie kann nur von innen geöffnet werden und jeder, der in die Kiste steigt, wird klein. Der König wird von den Puppenspielern freundlich aufgenommen und gemeinsam gelingt es ihnen, den König in der Kiste in das kleine Land zu schmuggeln, um die böse Hexe zu stürzen.

## Gleichnamige Literatur
Es gibt ein gleichnamiges Buch von Norbert Landa und Sophie Schmid, das von einem immer unzufriedenen König handelt. Diesem war der Kaffee nicht heiß genug, der Hahn krähte "kikeri" statt "kikeriki" und der Regen fiel, wann er wollte. Da beschloss der König, eine große Kiste zimmern zu lassen, in die alles hineinkam, was ihn störte.

## Einzelnachweis
1. ↑  Norbert Landa, Sophie Schmid (Illustr.): Der König in der Kiste. Winterthur 2005. ISBN 3-7941-5068-6.